# Svartsoppa

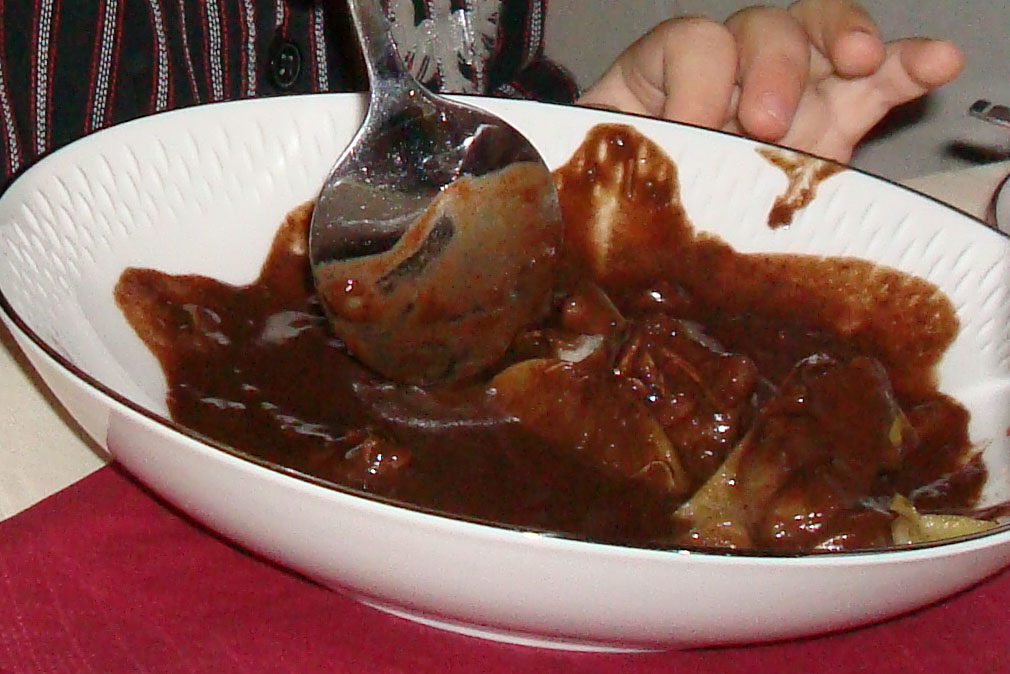
A Sopa Negra da Escânia

Svartsoppa ou “sopa negra” é uma sopa tradicional da Suécia, onde é consumida no jantar da véspera do dia de São Martinho (10 de novembro). Este jantar é conhecido como “Mårten gås” (“o ganso de São Martinho”), em que se prepara ganso assado no forno e se usa o sangue para fazer esta sopa. 
Ferve-se caldo de galinha ou outro com tomilho, pimenta preta, cravinho, pimenta-da-jamaica, gengibre e canela. Tira-se do lume e junta-se o sangue misturado com vinagre e um pouco de farinha de trigo, mexendo bem; pode levar-se de novo ao lume, quando se junta açúcar, geleia de amoras, vinho e cognac, mas sem deixar ferver. Serve-se com o pescoço e asas do ganso, juntamente com ameixas, alperces e maçãs que foram assadas dentro do animal.
O ganso assado é servido com puré de maçã assada, couve-roxa e batata e, opcionalmente, uma parte dos frutos secos que tinham servido para rechear o animal. A sopa, que é agridoce, pode ser servida antes do ganso, ou depois, como sobremesa.
Outra receita de ganso assado é a que é tipicamente preparada para o dia de Natal.